# Tzvetan Todorov
Tzvetan Todorov (en búlgaro: Цветан Тодоров; Sofía, 1 de marzo de 1939 - París, 7 de febrero de 2017) fue un lingüista, filósofo, historiador, crítico y teórico literario búlgaro nacionalizado francés.

## Biografía
Fue hijo de bibliotecarios de Sofía, y se educó en la Bulgaria comunista. Después de cursar estudios en la Universidad de Sofía, en 1963 se trasladó a París, donde realizó una tesis de doctorado sobre la obra Las amistades peligrosas. Iba a permanecer allí por un año, pero se quedó definitivamente en Francia, apoyado luego por Roland Barthes. 
En la década de los 70 empieza con sus estudios de la filosofía del lenguaje, publicando en 1977 Teoría de los símbolos y en 1978 Simbolismo e interpretación.
Después abandona esa temática de pensamiento y torna hacia una reflexión propia de las ciencias sociales, en concreto, la historia de las ideas. Se centra en estudiar la Ilustración y dedica textos a Rousseau, Voltaire y Diderot.  
Con la publicación en 1982 de La conquista de América se centra en el ser humano y su relación con la historia. 
Todorov fue profesor y director del Centro de Investigaciones sobre las Artes y el Lenguaje, en el Centro Nacional para la Investigación Científica (CNRS), en París. También dio clases en Yale, Harvard y Berkeley.
Tras un primer trabajo de crítica literaria dedicado a la poética de los formalistas rusos, su interés se extendió a la filosofía del lenguaje, disciplina que concibió como parte de la semiótica o ciencia del signo en general. De su obra teórica destaca la difusión del pensamiento de los formalistas rusos. Más tarde, dio un giro radical en su investigación, y en sus nuevos textos historiográficos predomina el estudio de la conquista de América y de los campos de concentración en general, pero también el estudio de ciertas formas de la pintura. Sin embargo, lo que sobresale una y otra vez son sus recorridos por el pensamiento ilustrado, por sus orígenes y sus ecos de todo tipo: Frágil felicidad, Nosotros y los otros, Benjamin Constant, El jardín imperfecto o El espíritu de la Ilustración.
Todorov fue un hombre de las dos Europas, Este y Oeste, que enseñó también en Estados Unidos. Se definía a sí mismo como un «hombre desplazado»: había partido de su país de origen y tenía una mirada nueva y sorprendida respecto del país de llegada. Desde esa perspectiva enriquecida hablaba en sus libros de la verdad, el mal, la justicia y la memoria; del desarraigo, del encuentro de culturas y de las derivas de las democracias modernas. Repasaba su vida en Bulgaria y Francia, su amor por la literatura, su alejamiento del estructuralismo y del apoliticismo. Explicaba su humanismo crítico, su extrema moderación, su disgusto por los maniqueísmos y las cortinas de hierro. Su obsesión —quizá debida al pasaje de una nación a otra— era atravesar fronteras, saltar barreras, unir ámbitos en apariencia inconciliables, ya se tratase de lenguas, culturas o disciplinas. Le interesaban los puntos de encuentro, los matices, las «zonas grises». Es allí donde buscaba la respuesta a una única pregunta: ¿cómo vivir?
Todorov criticó con dureza el pensamiento neoconservador y ultraliberalismo de los actuales estados democráticos que, según él, tienen los mismos rasgos que edificaron el estalinismo y el fascismo. En La experiencia totalitaria, como señaló en El País (10-10-10), tras repasar la situación antigua de Bulgaria, muestra cómo abrazan en los países del Este la doctrina ultraliberal, que es una cruzada en la que se afirma que la historia no existe.
En 2008 le fue concedido el Premio Príncipe de Asturias de Ciencias Sociales por representar «el espíritu de la unidad de Europa, del Este y del Oeste, y el compromiso con los ideales de libertad, igualdad, integración y justicia».
Falleció el 7 de febrero de 2017 en París, Francia, víctima de complicaciones derivadas de una enfermedad neurodegenerativa.